# Rikke Marie Madsen
Rikke Marie Madsen (9 agosto 1997) è una calciatrice danese, attaccante dell'Everton e della nazionale danese.

## Palmarès

### Club
- Campionato norvegese: 1

Vålerenga: 2020
- Coppa di Norvegia: 2

Vålerenga: 2020, 2021